# Asunto Molière-Corneille

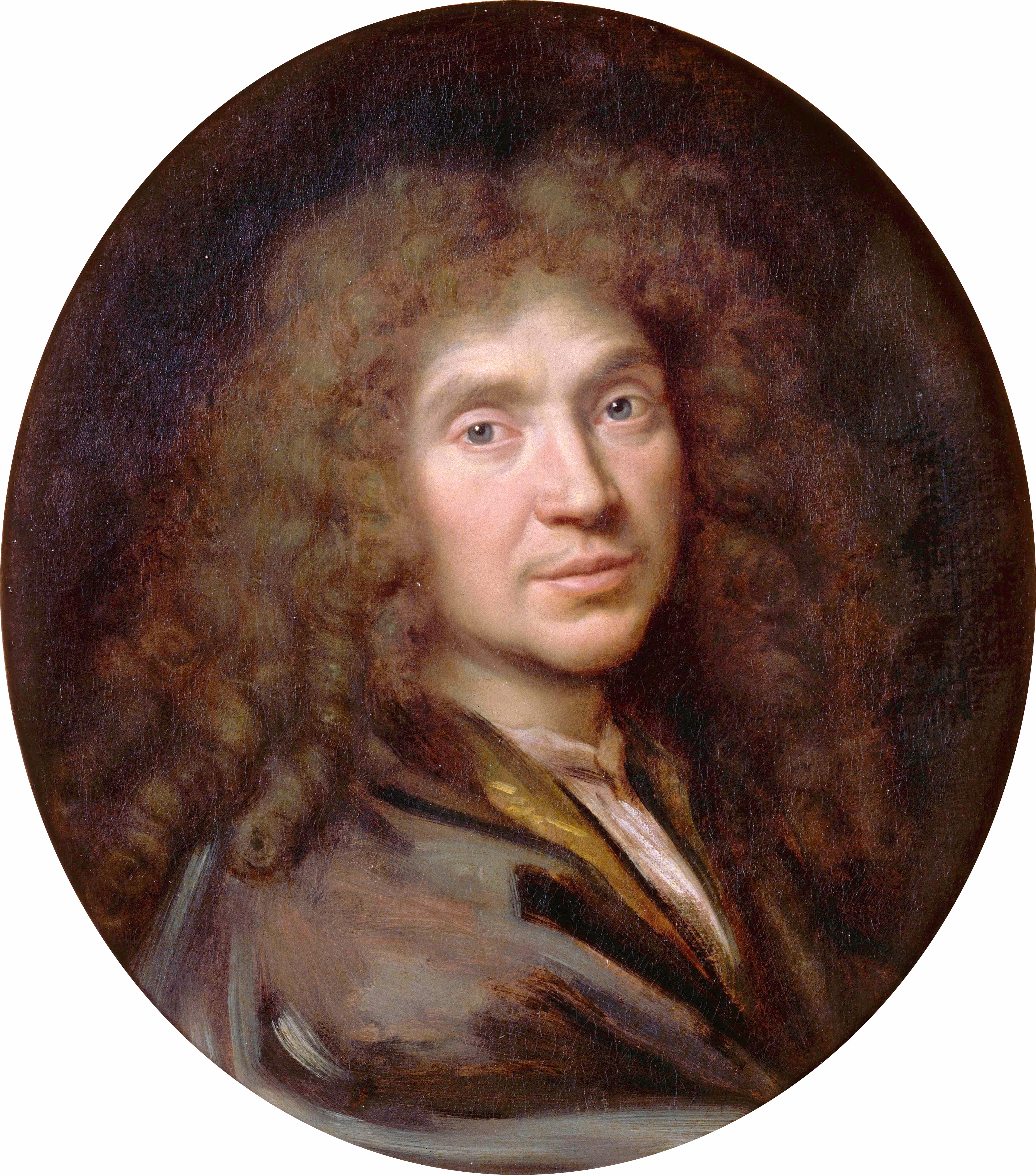
Molière.

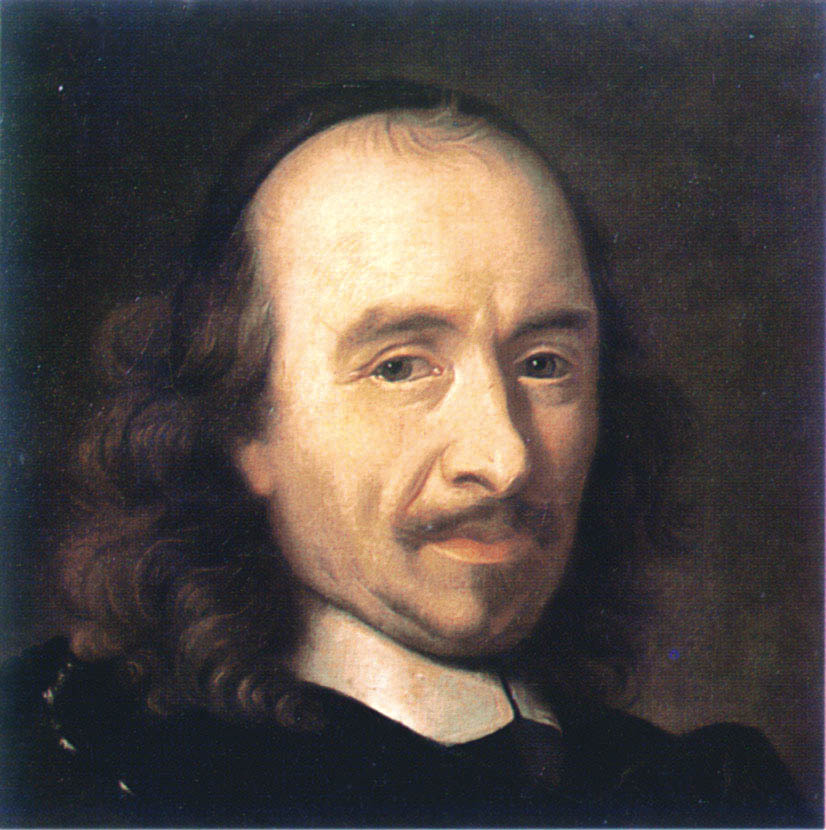
Corneille.

El llamado asunto Molière-Corneille recoge la sospecha existente en ciertos círculos sobre la autoría de las obras de Molière, que algunos adjudican a Pierre Corneille.

## ¿EsMolièreuna obra maestra dePierre Corneille?
Fue con este título como Pierre Louÿs anunció en 1919 en las páginas de la revista literaria Comédia haber descubierto un engaño literario. Según él, Molière no habría escrito sus obras y Pierre Corneille sería su escritor a sueldo, autor de las obras cuya fama y reconocimiento recaerían en Corneille.
Posteriormente esta idea, que fue duramente criticada, ha sido retomada en varias ocasiones. En la década de 1950 fue el novelista Henri Poulaille, posteriormente en 1990, fue el abogado belga Hippolyte Wouters. Frédéric Lenormand es el autor de una novela basada en esta idea, "L'ami du genre humain", editada en 1993. El dramaturgo Pascal Bancou desarrolló también esta hipótesis en su obra L'Imposture comique en 2000 (interpretada en el Théâtre de la Huchette). En 2003, sería Dominique Labbé quien anuncie haber resuelto este enigma literario con la ayuda de herramientas estadísticas. Todavía hoy, los argumentos y los métodos utilizados por Labbé siguen generando críticas.

### Polémica
La polémica comenzó cuando el poeta Pierre Louÿs encuentra en la obra de Molière l'Amphitryon una versificación similar a la de Corneille. Los partidarios de la hipótesis del engaño la argumentaron basándose en este hecho y en otros de carácter histórico. Entre ellos, los detractores de Molière destacaban que no hubiese dejado ningún manuscrito, ni un esbozo de alguna de sus obras, ni un borrón, ni siquiera una nota. Basándose en este hecho, dudaban que Molière pudiera haberse transformado repentinamente en un autor de su talla a la edad de 37 años. Según Wouters, este sería el único caso « de un autor mediocre hasta los 40 años que se convierte no sólo en un autor profundo, sino en una de las más hermosas plumas de su época. » Habría que destacar también los términos normandos que aparecen en los textos de Molière y que sólo Corneille hubiese podido utilizar... Estas coincidencias hiciero que Poulaille, Louÿs y Wouters pensaran que ambos autores llegaron a alguna clase de acuerdo en 1658, cuando Molière visitó Ruan, la ciudad natal de Corneille. Esta fecha constituiría un punto de inflexión en la obra de Molière, puesto que su primer éxito se produciría en 1659 con Les Précieuses ridicules.
¿Cómo pudo Corneille, uno de los más grandes dramaturgos de su época, haber aceptado ser el negro de un autor de comedias? Es posible que fueran las necesidades económicas la que le empujaron a hacerlo, ya que a la fecha de los primeros escritos de Molière, hacía ya varios años que Corneille no había escrito nada. Algunos investigadores apuntan la posibilidad de que Corneille deseara pasar a la posteridad como autor de tragedias, el género más valorado dentro del teatro, y no quisiera desprestigiar su imagen escribiendo comedias. Así, escribir las comedias bajo el nombre de otro le habría permitido resolver los problemas de su economía permaneciendo en el anonimato. Habría que indicar también que la colaboración entre Corneille y Molière era conocida y no se ocultaba, así Corneille acabó la versificación de Psyché, y así lo indicó Molière en el prefacio de la obra.
En 2004, Denis Boissier publica un estudio que retoma el tema. Se tituló « L'Affaire Molière : la grande supercherie littéraire ».
A título anecdótico, cabría señalar que Hippolyte Wouters creó a partir de este tema una pieza de teatro Le Destin de Pierre, estrenada en 1997 en el Hotel Astoria de Bruselas.

## El estudio estadístico de Dominique Labbé
A pesar de los datos indicados más arriba éstos no pueden ser considerados como pruebas fehacientes. Dominique Labbé, investigador del CERAT y del Institut d'Etudes Politiques de Grenoble, especializado en la aplicación de la estadística en estudios lingüísticos, hizo un análisis científico sobre esta cuestión.
Original: Sa méthode consiste à mesurer la distance intertextuelle entre deux textes. Cette distance est « la somme des différences entre les fréquences de tous les vocables du plus petit texte comparé à ceux de tous les échantillons aléatoires possibles à la taille du plus petit que l'on peut extraire du plus grand ».
Traducción: Su método consiste en medir la distancia intertextual entre dos textos. Esta distancia es "la suma de las diferencias entre las frecuencias de todos los vocablos del texto más pequeño comparado con los de todas las muestras aleatorias posibles para la talla del más pequeño que se puede extraer del más grande"
La distancia relativa permite obtener un valor comprendido entre 0 y 1. Si todas las palabras se emplean en los dos textos con la misma frecuencia, la distancia relativa es 0. Si los textos no tienen ninguna palabra en común la distancia es 1. Esta distancia se utiliza para medir la similitud de ambos textos. Para realizar el estudio son necesarias numerosas precauciones previas, es muy importante el tamaño de los textos a comparar, ya que debe ser superior a las 5000 palabras, también resulta imprescindible lematizar (enlace roto disponible en Internet Archive; véase el historial, la primera versión y la última). ambos textos (hay que distinguir las palabras homónimas, referenciar los distintos géneros de una misma palabra,... etc).
Después de un muestreo sobre numerosos textos de todo tipo, Labbé llegó a la conclusión de que dos textos con una distancia intertextual inferior o igual a 0,20 son forzosamente del mismo autor. Entre 0,2 y 0,25 probablemente sean del mismo autor, o escritos en la misma época, pertenecen al mismo género, tienen la misma temática o bien argumentos similares. Entre 0,25 y 0,40 es difícil definir la autoría de un texto anónimo, y por encima de 0,40, puede concluirse que los autores son distintos, o bien los textos son de temáticas muy diferentes.
Labbé aplicó su algoritmo a los textos de Molière y de Corneille. El resultado fue que los textos adjudicados a Molière eran en realidad obra de Corneille. El sistema de Labbé daba una distancia intertextual con los textos de Corneille inferior a 0,25. Rápidamente se levantaron numerosas voces críticas con este resultado, así que Labbé empleó la técnica de las colocaciones que compara el sentido que se le da a una palabra en función de su ubicación dentro del texto, es decir, considerando « el vocabulario que rodea la palabra pivote dentro de un espacio limitado - generalmente referido a la frase - considerando además el orden de las palabras. » El método consiste en observar qué palabras hay en la frase que contiene cierta palabra - por ejemplo, amor - y calcular la frecuencia con la que aparece. Comparando la colocación de las palabras cœur (corazón), amour (amor), aimer (amar), madame (señora) y monsieur (señor), en los textos de Molière, Corneille y de Racine, Labbé llega a las mismas conclusiones que con el método de la distancia interlexical.
Según Labbé, la paternidad de los textos de Molière posteriores a 1659 habría que adjudicársela a Corneille sin ninguna duda.

## Las críticas de los literatos
La publicación del artículo en una revista científica holandesa suscitó una viva polémica. Algunos criticaban el propio método empleado por Labbé, destacando la falta de precaución en el uso de algoritmos y la mala interpretación de los resultados. Otras críticas se basaban en los antecedentes de esta investigación. Así, aunque no parezca ser un hecho de excesivo peso a la hora de refutar los resultados de Labbé, cabría destacar que Louÿs, el primero en haber percibido las similitudes en las obras de ambos autores, había sido autor de otra superchería. Así, había hecho pasar sus poemas por traducciones de obras griegas.
George Forestier, titular de la cátedra de estudios teatrales del siglo XVII de la Sorbona, publicó una réplica a los trabajos de Labbé, donde retoma los argumentos históricos que incitan a pensar que estamos en presencia de un engaño. Forestier indica primeramente que en vida de Molière, muchos le reprocharon multitud de pecados: fue acusado de plagiar a autores italianos y españoles, de limpiar las memorias escritas por autores de la época, de ser bobo, sin olvidar que también se le acusó de haberse casado con su propia hija. Sin embargo, ni siquiera sus peores enemigos dudaron nunca de la autoría de sus obras.
Acerca del hecho de que no haya llegado hasta nuestros días ningún escrito de puño y letra de Molière, destaca que lo mismo sucede con Corneille y Racine, a excepción de algunas notas conservadas por algún descendiente, ya que, en aquella época, no se acostumbraba a conservar los manuscritos después de su publicación.
En cuanto a la repentina conversión de Molière en un genio teatral a tan avanzada edad, Forestier piensa que no es tal, ya que su obra muestra una auténtica progresión desde su primera gran comedia « L'École des femmes ». También pone el ejemplo de Umberto Eco que escribió su primera novela « El Nombre de la Rosa » con 48 años. Sobre su estancia en Ruan, las obras que estrenó los cuatro años posteriores a su regreso eran todas anteriores a este viaje y es transcurrido este periodo que estrena « L'École des femmes », comedia en verso compuesta por cinco actos.
Por otra parte, según Forestier, la tesis de que Corneille tuviera problemas económicos es una leyenda. En efecto Corneille murió rico y su traslado a París en 1662 es la consagración de su éxito.
Además de estos argumentos, Forestier destaca el hecho de que los hermanos Pierre y Thomas Corneille organizaron un complot contra L'École des femmes, obra en la que Molière se burla abiertamente de los títulos nobiliarios de los Corneille. Así que resultaría poco probable que Corneille escribiera una obra en la que se mofara de su hermano y de él mismo.
Finalmente, destaca que durante el periodo en el que supuestamente Molière habría hecho uso del talento de Corneille, este había publicado L'Office de la Sainte Vierge, una obra que debió suponerle un enorme trabajo de traducción y de versificación, por lo tanto difícilmente hubiera tenido tiempo de escribir también para Molière.